# Ajgoel Garejeva
Ajgoel Garejeva (Russisch: Айгуль Гареева; 22 augustus 2001) is een Russisch wielrenster. Zij rijdt voor de Russische wielerploeg Cogeas-Mettler.
Bij de junioren behaalde ze goud op het Europees kampioenschap op de weg in 2018 en op het wereldkampioenschap tijdrijden voor junioren in 2019.

## Palmares
2018

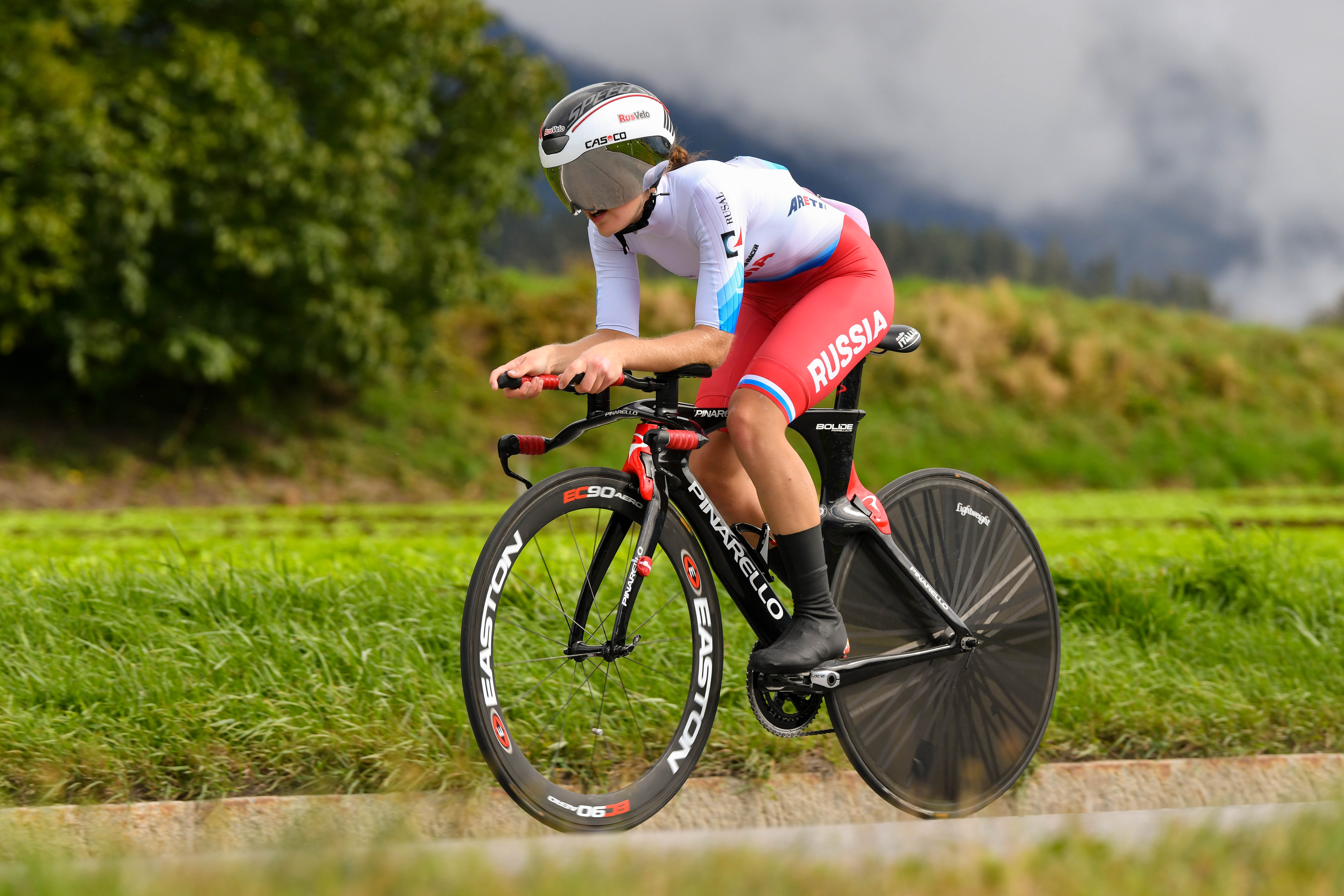
Garejeva tijdens het WK tijdrijden 2018.

- op de Europees kampioenschap op de weg, junioren
- 8e op het wereldkampioenschap op de weg, junioren
- 7e op het wereldkampioenschap tijdrijden, junioren

2019
- op het wereldkampioenschap tijdrijden, junioren[1]
- op de Europees kampioenschap op de weg, junioren
- 4e op het wereldkampioenschap op de weg, junioren